# Tatuatges del grup sanguini de les SS
Els Tatuatges del grup sanguini de les SS (en alemany: Blutgruppentätowierung) van ser usats pels membres de les Waffen-SS a l'Alemanya nazi durant la Segona Guerra Mundial per identificar el tipus de sang de l'individu. Després de la guerra, es va considerar que el tatuatge era una prova prima facie de formar part de les Waffen-SS, la qual cosa conduïa a un possible arrest i processament.

## Descripció i finalitat
El tatuatge del grup sanguini de les SS es va aplicar, en teoria, a tots els membres de les Waffen-SS, llevat dels membres del Cos Lliure Britànic. Era un petit tatuatge de tinta negra situat a la part inferior del braç esquerre. En general mesurava 7 mil·limetres (0.28 in) de llarg, si fa o no fa, i es va col·locar a uns 20 centimetres (8 in) per sobre del colze. El tatuatge consistia en la lletra del grup sanguini del soldat, ja sigui A, B, AB o O. El descobriment del factor Rh s'havia fet l'any 1937, però no es va entendre completament durant la Segona Guerra Mundial, per la qual cosa no s'hi va incloure. A la primera part de la guerra, els tatuatges es van fer amb lletra Fraktur, mentre que més tard es van fer a l'estil Latin. 
L'objectiu del tatuatge era identificar el grup sanguini d'un soldat, en cas que calgués fer-li una transfusió de sang quan estava inconscient o en faltaven la Erkennungsmarke (placa identificativa) o Soldbuch (llibret de pagaments). El tatuatge era aplicat generalment pel Sanitäter (metge o infermer) de la unitat en la formació bàsica, però podria haver estat aplicat per qualsevol persona assignada per fer-ho en qualsevol moment durant el seu període de servei. 

## Ús
No tots els homes de les Waffen-SS tenien el tatuatge, especialment els que s'havien transferit d'altres branques de l'exèrcit a les Waffen-SS, o els que es van transferir de les Allgemeine SS, "General" o les SS no militars. Alguns homes no SS també tenien el tatuatge: si un membre d'una branca de la Wehrmacht era tractat en un hospital de les SS, sovint se li feia el tatuatge.
Tot i que el tatuatge va ser molt usat en els primers anys de la guerra, a mesura que avançava es va anar aplicant a cada vegada a menys soldats i, cap al final de la guerra, fer-se el tatuatge va ser més l'excepció que la regla. Aparentment, l'aplicació del tatuatge a voluntaris estrangers va ser un tema de discussió amb certs grups, com el British Free Corps, no obligats a tenir-lo, mentre que altres unitats estrangeres no s'hi van oposar. Hi ha molt poca informació específica sobre el tatuatge i les unitats estrangeres, però alguns afirmen que els homes de la 33a divisió de granaders de Waffen de les SS Charlemagne (1r francès) tenien el tatuatge aplicat. Johann Voss de la 6a Divisió de Muntanya SS Nord i autor de Black Edelweiss, no tenia el tatuatge aplicat perquè visitava son pare aquell dia en concret, tot i que la resta de la seva companyia d'entrenament sí.

## Postguerra
Quan va acabar la guerra, els aliats estaven disposats a atrapar tots els membres de les Waffen-SS a causa de l'elevat volum de crims de guerra comesos per algunes unitats. El tatuatge del grup sanguini va ajudar molt en la identificació d'antics membres, cosa que en va provocar el processament i, en alguns casos, l'execució.
A causa de la manca de coherència perfecta entre tenir el tatuatge i haver servit a les Waffen-SS, alguns veterans de les SS van poder escapar de la detecció. Alguns membres de les SS que van esquivar la captura, en part perquè no tenien el tatuatge del grup sanguini, inclouen Josef Mengele i Alois Brunner.
Cap al final de la guerra, i després, alguns (antics) membres de les SS van provar d'eliminar-se els tatuatges del grup sanguini per diversos mitjans, com ara cirurgia, cremades i fins i tot disparant-se sobre el tatuatge (l'exèrcit dels EUA va publicar un fullet sobre com identificar ferides infligides a aquesta part del cos).